# Callyspongia clavata
Callyspongia clavata är en svampdjursart som först beskrevs av Keller 1889.  Callyspongia clavata ingår i släktet Callyspongia och familjen Callyspongiidae.
Artens utbredningsområde är Eritrea. Inga underarter finns listade i Catalogue of Life.